# Hüseyin Sermet
Pour les articles homonymes, voir Sermet.
Hüseyin Sermet (né à Istanbul le 30 août 1955) est un pianiste et compositeur turc. Il est le fondateur et co-président de l'Association des artistes pour la paix (ADAP).

## Distinctions
- Docteur honoris causa de l'université du Bosphore (1988)
- Docteur honoris causa de l'université de Marmara (1998)
- Nommé Artiste d'État de Turquie (1991)

## Prix
(liste incomplète)
- Concours international de piano Paloma O'Shea (Santander) : premier prix (1976)
- Concours international de piano José Iturbi (Valence) : troisième prix (1981)
- Concours musical international Reine Élisabeth de Belgique (Bruxelles) : finaliste (1983)
- Concours Géza Anda (Zurich) : deuxième prix (premier prix non décerné) [1985)